# Actavis
Actavis Inc., (NYSE: ACT), är ett irländskt–amerikanskt multinationellt läkemedelsbolag som utvecklar–, tillverkar– och marknadsför generiska läkemedel och biosimilars. De är ett av världens största företag inom sin bransch med en omsättning på $5,9 miljarder och har 17 700 anställda världen över. Activis köpte upp konkurrenten Allergan för 120 miljarder US-Dollar november 2015 slutförade köpet andra halvan av år 2016.